# 只見線
只見線（日语：／ Tadami sen */?）是一條連結福島縣會津若松市的會津若松站與新潟縣魚沼市的小出站，屬於東日本旅客鐵道（JR東日本）的鐵路線（地方交通線）。

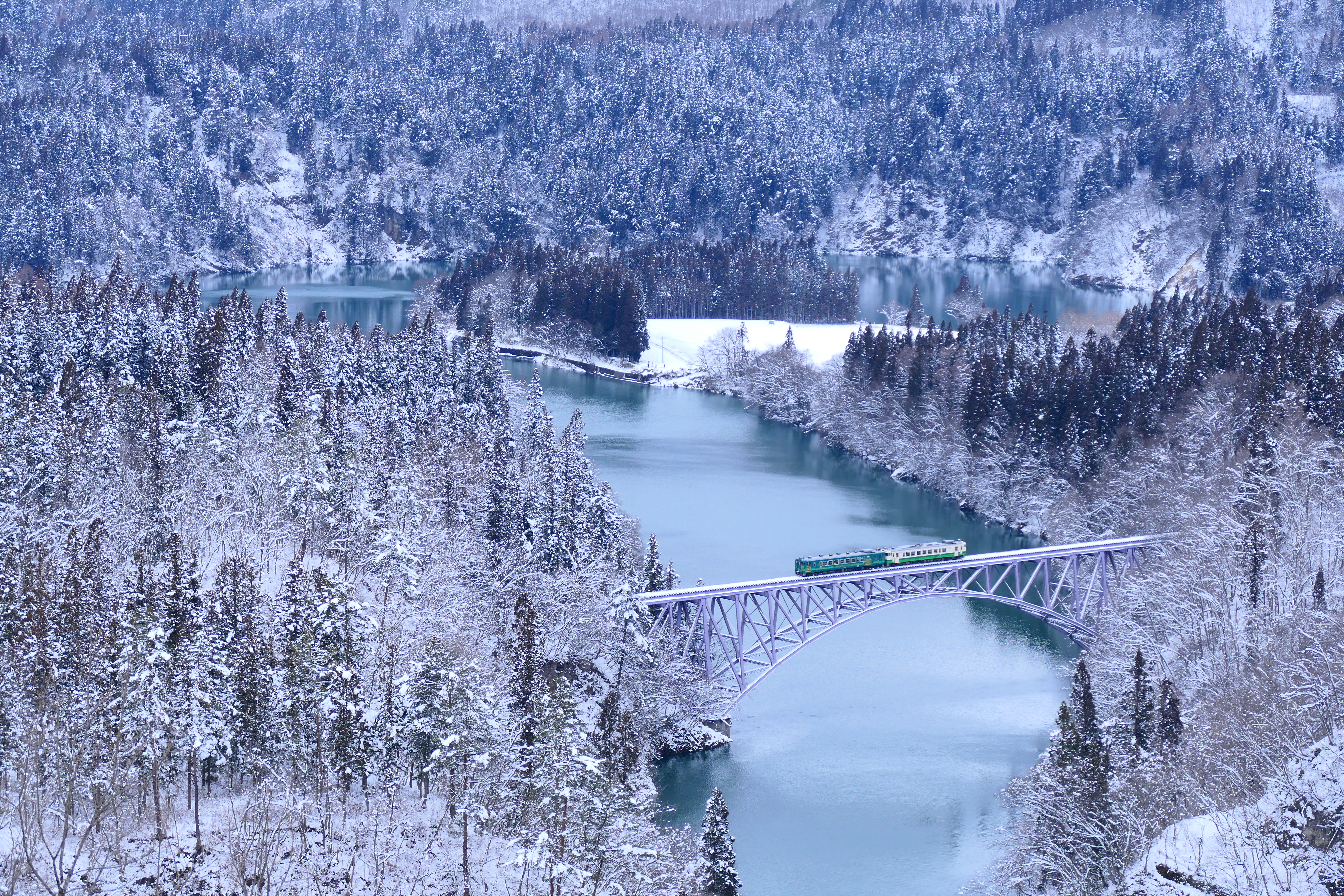
冬季的只見線

## 概要
路線位處暴雪地帶，並與國道252號並行。由於國道的其中一段：位於福島、新潟縣境交界的六十里越附近，因冬季積雪量過多而禁止通行，令本線成為了福島縣只見地區及新潟縣魚沼地區間唯一的交通工具。因此，縱使本線業務閑散，並多次被編入廢線的對象，但因為這種特殊的情況，因而獲得了免除廢止的對待。冬季期間會派出除雪車清理車站及路軌上的積雪，而積雪一般都達3公尺或以上的高度。
由會津若松起至會津坂下於會津盆地南方作U字型大迂回，進入山間部，沿屈曲的只見川谷間往上流行駛。田子倉湖附近經六十里越隧道穿過縣境，沿破間川（あぶるまがわ）下行，此破間川和魚野川合流至小出。沿線多為只見川沿岸山村。2008年10月11日日本經濟新聞、NIKKEI PLUS1 選為「紅葉之美鐵道路線十大」的第1位。

### 路線資料
- 管轄（事業類別）：東日本旅客鐵道（第一種鐵道事業者）
- 路段（營業距離）：會津若松站－小出站 135.2公里（基本計劃上起點與終點逆轉）
- 軌距：1067毫米
- 站數：37個（包括起終點站、臨時站）
  - 若只限屬於只見線的車站，排除屬於磐越西線的會津若松站、上越線的小出站[1]則為35個。
- 複線路段：沒有（全線單線）
- 電氣化路段：沒有（全線非電氣化（日语：非電化））
- 閉塞方式：特殊自動閉塞式（軌道回路檢知式）
- 保安装置：
  - ATS-Ps（會津若松站、小出站構內）
  - ATS-SN
- 最高速度：65公里/小時
- 運轉指令所（日语：運転指令所）：
  - 會津若松站－只見站間：仙台綜合指令室（會津若松站－西若松站間採用會津若松CTC，西若松站－只見站間的運轉取扱為西若松站、會津坂下站、會津宮下站、會津川口站、只見站）
  - 只見站－小出站間：新潟綜合指令室（CTC）

小出站－大白川站間是新潟支社管內，只見站－會津若松站間是仙台支社管內。正確來說，大白川站與只見站間的六十里越隧道內（會津若松站起點95.7公里）是支社界。

## 歷史
若松（會津若松） - 會津柳津間由輕便鐵道法計劃，以「會津線」的名稱至1928年開業。會津柳津 - 小出間，《改正鐵道敷設法》別表第29號前段規定的予定線。其後會津線延長在1941年至會津宮下，小出在1942年至大白川的「只見線」開業。
戰後，1956年田子倉水壩建設時會津宮下 - 會津川口間開業。會津川口起至水壩建設現場敷設有電源開發株式會社的專用鐵道，1957年起至1961年間供建設輸送使用。田子倉水壩完成後，會津川口 - 只見間改良為國鐵的營業線使用，1963年國鐵線開業。大白川地區在1942年 - 1968年間，有珪石採掘事業使用作搬運。全通前的昭和30年代後半 - 40年代前半為最多客運及貨運量的時代。
1971年，只見 - 大白川間開業全通，會津線的會津若松 - 只見間由只見線統合。

### 會津線（會津若松 - 只見）
- 1926年10月15日：會津線 會津若松 - 會津坂下 (21.6km) 開業。新設西若松站、會津本郷站、會津高田站、新鶴站、會津坂下站5站。
- 1928年11月20日：會津坂下 - 會津柳津 (11.7km) 延伸開業。新設塔寺站、會津坂本站、會津柳津站3站。
- 1934年11月1日：新設七日町站、根岸站、若宮站3站。
- 1941年10月28日：會津柳津 - 會津宮下 (12.1km) 延伸開業。增設郷戶站、瀧谷站、會津檜原臨時站、會津西方站、會津宮下站6站。
- 1942年6月1日：會津檜原臨時站昇格為車站。
- 1956年9月20日：會津宮下 - 會津川口 (15.4km) 延伸開業。增設早戶站、會津水沼站、會津中川站、會津川口站4站。
- 1957年12月 - 1961年12月：會津川口 - 只見間，屬電源開發的專用貨運輸送鐵道開通。
- 1963年8月20日：會津川口 - 只見 (27.6km) 延伸開業。新設會津橫田站、會津蒲生站、只見站3站。
- 1965年2月1日：增設本名站、會津越川站、會津大鹽站、會津鹽澤站4站。

### 只見線（小出 - 大白川）
- 1942年11月1日：只見線小出 - 大白川 (26.0km) 開業。新設越後廣瀨站、越後須原站、入廣瀨站、大白川站及 一橋信號場（入廣瀨 - 大白川間、貨運専用線）。
- 1951年：

- 3月1日(?)：新設藪神、魚沼田中、上條、杮木4個臨時站。
- 10月1日：藪神、魚沼田中、上條3站昇格為車站。

- 1954年10月1日：取消一橋信號場。

- 12月10日：新設黑又川臨時站（入廣瀨 - 柿木）。

- 1965年7月15日(?)：黑又川臨時站廢站。

### 全通以後
- 1971年8月29日：只見 - 大白川 (20.8km) 延伸開業（限旅客營業）。新設田子倉站。會津線與只見線統合為一線，稱為只見線（會津若松 - 小出，135.2km）。
- 1972年10月2日：客車普通列車廢止、旅客列車氣動車化。
- 1974年10月31日：蒸汽列車最後的運行。
- 1980年：

- 10月1日：大白川 - 小出 (26.0km) 貨運服務廢止。
- 12月1日：早戶 - 會津宮下附近出現山泥傾瀉，有大石從山崖跌進軌道內，並擊中一列上行回送列車，頭節車廂跌至山崖下，另外2節車廂脱線，列車司機受傷。

- 1982年8月1日：西若松 - 只見 (85.3km) 貨運服務廢止。
- 1987年4月1日：國鐵分割民營化，路線由東日本旅客鐵道（第1種事業，路線起訖點互調）及日本貨物鐵道（第2種事業，西若松 - 會津若松 3.1km）承繼。柿木臨時站昇格為正式車站。
- 1996年4月16日：會津水沼 - 會津中川間發生脫線事故。
- 1999年4月1日：日本貨物鐵道西若松 - 會津若松 (3.1km) 的第二種鐵道事業廢止。
- 2001年：

- 10月6日：全線開通30周年，蒸氣火車「SL&DL會津只見號」行駛於會津若松 - 會津川口、只見間（後來每年指定時間均開設臨時「SL會津只見號」）。
- 12月1日：田子倉站改為臨時車站（冬季休業化）。

- 2004年：

- 10月23日：新潟縣中越地震，只見 - 小出間不通。
- 11月20日：只見 - 小出間重開。

- 2005年：

- 3月12日：會津水沼 - 早戶間的下大牧附近斜面雪崩、頭節車箱出軌，駕駛員受傷。只見 - 會津坂下、會津宮下間不通、由巴士代行（同年4月8日運行再開）。
- 6月9日 : 會津川口 - 會津中川間、一條跨越只見線路軌、正在拆卸中的橋樑，部份部件跌入路軌中並擊中一列下行列車，無人受傷。只見 - 會津宮下停駛、由巴士代行（同年7月1日運行再開）。

- 2007年12月11日：大白川 - 小出間特殊自動閉塞化。
- 2008年9月26日：只見 - 大白川間特殊自動閉塞化。
- 2011年

- 7月23日：全線開通40周年記念的「只見線全線開通40周年號」行走於會津若松 - 只見間。後來於8月28日「只見線40周年號」於大白川 - 小出 - 長岡間運行。
- 7月30日：發生新潟、福島暴雨，會津川口 - 會津大鹽間部份橋樑被沖走、會津坂下 - 小出間不通。
- 8月7日：會津坂下 - 會津宮下間恢復行車。
- 8月11日：大白川 - 小出間恢復行車。
- 10月7日：西若松 - 會津坂下間特殊自動閉塞化。
- 12月3日：會津宮下 - 會津川口間恢復行車、不通區間為會津川口 - 大白川間。

- 2012年：

- 6月7日：只見 - 大白川間復修工程展開。
- 9月23日：會津坂下 - 會津川口間改以特殊自動閉塞化操作。
- 10月1日：只見 - 大白川間復開。但田子倉站則改為全日不停靠。

- 2013年3月16日：田子倉站廢站[6]；柿木站降格為臨時站，一般時間列車全通過[7]。
- 2015年3月14日：杮木站廢站[8][9]。
- 2017年3月27日：復興推進會議確定以上下分離（車路分離）方式恢復會津川口－只見間的27.6km路段營運，JR東日本將無償讓渡路線與車站設施給福島縣，JR東日本行駛列車[10]。
- 2018年6月15日：修復工程開工典禮於金山町第7只見川橋樑附近舉行[News 1][News 2]。
- 2020年春季：導入KiHa E120柴聯車，以逐步取代車齡已久的KiHa 40型，E120型行駛於會津若松至會津川口間路段[11]；同年夏季導入KiHa 100型柴聯車，汰換小出至只見路段的KiHa 40型。
- 2022年10月1日：受到2011年10月豪雨路線損毀而停駛的會津川口-只見區間復駛，中斷長達11年的只見線正式恢復全線通車。

### 過去運行的優等列車

#### 冬季運休急行「奧只見」
奧只見（おくただみ）是1972年10月2日起至1988年3月13日（實質1987年11月30日）間、會津若松車站 - 小出車站間（1982年11月15日起為普通列車至上越線浦佐站延長）運行的定期列車。
因為只見線的線路條件惡劣、全線走完需要3個半小時。
車輛為一貫非冷氣的Kiha58系、至1985年3月13日（實質1984年11月30日）為3輛編成、1985年3月14日（同1985年4月1日）起為2輛編成運行。是本州内最後非冷氣優等定期列車。
另外、1971年8月29日至1972年10月1日有臨時列車運行、只見站起經上越線到上野站。上野站 - 小出車站間、當時與上野站 - 秋田、柏崎車站間運行的急行「鳥海」、「米山」併結運行。
2006年7月15・16日、浦佐車站 - 會津若松車站間予定的復活運行、因大雨影響改為同年9月23日運行。
以此列車為舞台的小説有西村京太郎的「急行奧只見殺人事件」。

## 車站列表
- 所有列車皆為普通列車（停靠所有車站）
- （臨）：臨時車站
- 軌道（全線單線） … ◇、∨、∧：可列車交會，｜：不可列車交會
- 受到2011年7月的豪雨被災，長達11年無法通行的會津川口站-只見站於2022年10月1日起恢復行駛，至此只見線恢復全線通車。

| 中文站名 | 日文站名 | 英文站名 | 站間營業距離 | 累計營業距離 | 接續路線                  | 軌道 | 所在地       | 所在地       | 所在地       |
| -------- | -------- | -------- | ------------ | ------------ | ------------------------- | ---- | ------------ | ------------ | ------------ |
| 會津若松 |          |          | -            | 0.0          | 東日本旅客鐵道：■磐越西線 | ∨    | 福島縣       | 會津若松市   | 會津若松市   |
| 七日町   |          |          | 1.3          | 1.3          |                           | ｜   | 福島縣       | 會津若松市   | 會津若松市   |
| 西若松   |          |          | 1.8          | 3.1          | 會津鐵道：會津線          | ◇    | 福島縣       | 會津若松市   | 會津若松市   |
| 會津本鄉 |          |          | 3.4          | 6.5          |                           | ｜   | 福島縣       | 會津若松市   | 會津若松市   |
| 會津高田 |          |          | 4.8          | 11.3         |                           | ｜   | 福島縣       | 大沼郡       | 會津美里町   |
| 根岸     |          |          | 3.5          | 14.8         |                           | ｜   | 福島縣       | 大沼郡       | 會津美里町   |
| 新鶴     |          |          | 2.0          | 16.8         |                           | ｜   | 福島縣       | 大沼郡       | 會津美里町   |
| 若宮     |          |          | 2.1          | 18.9         |                           | ｜   | 福島縣       | 河沼郡       | 會津坂下町   |
| 會津坂下 |          |          | 2.7          | 21.6         |                           | ◇    | 福島縣       | 河沼郡       | 會津坂下町   |
| 塔寺     |          |          | 4.4          | 26.0         |                           | ｜   | 福島縣       | 河沼郡       | 會津坂下町   |
| 會津坂本 |          |          | 3.7          | 29.7         |                           | ｜   | 福島縣       | 河沼郡       | 會津坂下町   |
| 會津柳津 |          |          | 3.6          | 33.3         |                           | ｜   | 福島縣       | 河沼郡       | 柳津町       |
| 鄉戶     |          |          | 3.6          | 36.9         |                           | ｜   | 福島縣       | 河沼郡       | 柳津町       |
| 瀧谷     |          |          | 2.7          | 39.6         |                           | ｜   | 福島縣       | 河沼郡       | 柳津町       |
| 會津檜原 |          |          | 1.9          | 41.5         |                           | ｜   | 福島縣       | 大沼郡       | 三島町       |
| 會津西方 |          |          | 2.2          | 43.7         |                           | ｜   | 福島縣       | 大沼郡       | 三島町       |
| 會津宮下 |          |          | 1.7          | 45.4         |                           | ◇    | 福島縣       | 大沼郡       | 三島町       |
| 早戶     |          |          | 5.8          | 51.2         |                           | ｜   | 福島縣       | 大沼郡       | 三島町       |
| 會津水沼 |          |          | 3.9          | 55.1         |                           | ｜   | 福島縣       | 大沼郡       | 金山町       |
| 會津中川 |          |          | 3.2          | 58.3         |                           | ｜   | 福島縣       | 大沼郡       | 金山町       |
| 會津川口 |          |          | 2.5          | 60.8         |                           | ◇    | 福島縣       | 大沼郡       | 金山町       |
| 本名     |          |          | 2.8          | 63.6         |                           | ｜   | 福島縣       | 大沼郡       | 金山町       |
| 會津越川 |          |          | 6.4          | 70.0         |                           | ｜   | 福島縣       | 大沼郡       | 金山町       |
| 會津橫田 |          |          | 3.2          | 73.2         |                           | ｜   | 福島縣       | 大沼郡       | 金山町       |
| 會津大鹽 |          |          | 2.2          | 75.4         |                           | ｜   | 福島縣       | 大沼郡       | 金山町       |
| 會津鹽澤 |          |          | 5.5          | 80.9         |                           | ｜   | 福島縣       | 南會津郡     | 只見町       |
| 會津蒲生 |          |          | 3.0          | 83.9         |                           | ｜   | 福島縣       | 南會津郡     | 只見町       |
| 只見     |          |          | 4.5          | 88.4         |                           | ◇    | 福島縣       | 南會津郡     | 只見町       |
| 大白川   |          |          | 20.8         | 109.2        |                           | ◇    | 新潟縣魚沼市 | 新潟縣魚沼市 | 新潟縣魚沼市 |
| 入廣瀨   |          |          | 6.4          | 115.6        |                           | ｜   | 新潟縣魚沼市 | 新潟縣魚沼市 | 新潟縣魚沼市 |
| 上條     |          |          | 3.1          | 118.7        |                           | ｜   | 新潟縣魚沼市 | 新潟縣魚沼市 | 新潟縣魚沼市 |
| 越後須原 |          |          | 4.4          | 123.1        |                           | ｜   | 新潟縣魚沼市 | 新潟縣魚沼市 | 新潟縣魚沼市 |
| 魚沼田中 |          |          | 3.9          | 127.0        |                           | ｜   | 新潟縣魚沼市 | 新潟縣魚沼市 | 新潟縣魚沼市 |
| 越後廣瀨 |          |          | 2.5          | 129.5        |                           | ｜   | 新潟縣魚沼市 | 新潟縣魚沼市 | 新潟縣魚沼市 |
| 藪神     |          |          | 2.1          | 131.6        |                           | ｜   | 新潟縣魚沼市 | 新潟縣魚沼市 | 新潟縣魚沼市 |
| 小出     |          |          | 3.6          | 135.2        | 東日本旅客鐵道：■上越線   | ∧    | 新潟縣魚沼市 | 新潟縣魚沼市 | 新潟縣魚沼市 |

1. ↑  會津鐵道會津線的列車直通至會津若松站

本線不少車站名都加上舊令制國「岩代」的舊藩地「會津」，因為其名稱早被其他國鐵車站使用，而根岸站則因比根岸線的根岸站先設立，因而獲得豁免改名。

### 廢站
- 田子倉站（只見站－大白川站間） - 2013年3月16日廢除。
- 柿之木站（大白川站－入廣瀨站間） - 2015年3月14日廢除。
- 黑又川臨時乘降場（柿之木站－入廣瀨站間） - 1965年7月15日時廢除。

## 關連項目
- 日本鐵路線列表
- 只見特定地域總合開發計劃